# Arianne Caoili
Arianne Caoili (Manila, 22 dicembre 1986 – Erevan, 30 marzo 2020) è stata una scacchista e cantante filippina naturalizzata australiana.

## Biografia

### Carriera scacchistica
Nata da madre olandese e padre filippino, nel 1999 vinse a 13 anni il campionato femminile delle Filippine. Nel 2001 realizzò 4,5/9 nel torneo open di Bratto. All'età di 16 anni si trasferì con la famiglia in Australia e da allora giocò per questo paese in tutte le competizioni.
Nel 2002 ottenne il titolo di Maestro internazionale femminile (WIM).
Prese parte a sette edizioni delle Olimpiadi: nel 2000 e 2002 con le Filippine, dal 2004 al 2012 con l'Australia.
Nel 2009 vinse con 8/9 il torneo femminile del London Chess Classic, con due punti di vantaggio sulla seconda classificata.
Lo stesso anno si aggiudicò anche il Campionato Femminile dell'Oceania.

### Carriera musicale
Arianne Caoili si cimentò anche come cantante pop con tanto di sito web personale, canale Youtube e canzoni acquistabili on line.
Nel 2006 partecipò come ballerina al programma televisivo australiano Dancing with the Stars (in Italia Ballando con le stelle), assieme al partner Carmelo Pizzino.

### Morte
Il 30 marzo 2020 è deceduta, a seguito delle ferite riportate in un incidente automobilistico avvenuto due settimane prima a Erevan in Armenia, paese di cittadinanza di suo marito, il Grande Maestro Lewon Aronyan, da lei conosciuto nel 2009..